# Lautari
Lautari su naselje u Hrvatskoj u sastavu Grada Čabra. Nalaze se u Primorsko-goranskoj županiji.

## Zemljopis
Sjeverno su Bazli, sjeveroistočno je Kozji Vrh a iza njega Slovenija i u Sloveniji Novi Kot, jugoistočno su Gorači, Parg i Brinjeva Draga, istočno je dio Gorača, izvor rječice Čabranke i Slovenija te u Sloveniji Stari Kot, 

## Stanovništvo
| broj stanovnika | 143   | 142   | 102   | 128   | 126   | 375   | 209   | 392   | 49    | 60    | 55    | 47    | 41    | 33    | 14    | 16    | 18    |
|                 | 1857. | 1869. | 1880. | 1890. | 1900. | 1910. | 1921. | 1931. | 1948. | 1953. | 1961. | 1971. | 1981. | 1991. | 2001. | 2011. | 2021. |